# Shadowlands
Shadowlands — сорок перший альбом Клауса Шульце. Враховуючи попередні багатодискові бокс-сети (Silver Edition, Historic Edition, Jubilee Edition, Contemporary Works I, і Contemporary Works II), цей альбом можна також назвати сто другим диском Шульце.

## Список композицій
1. «Shadowlights» — 41:12
2. «In Between» — 17:07
3. «Licht und Schatten» — 17:23 (укр. Світло і тінь)